# 中村光樹
中村 光樹（なかむら みつき、10月10日 - ）は、日本の男性声優。福井県出身。青二プロダクション所属。

## 来歴
青二塾東京校出身。2019年から青二プロダクションジュニア所属。2022年に正所属となる。

## 人物
趣味は映画鑑賞とアーケードゲーム。資格は実用英語技能検定2級と普通自動車免許。
方言は福井弁。

## 出演
太字はメインキャラクター。

### テレビアニメ
2019年
- ONE PIECE（2019年 - 2025年、魚人、手下、ウェイターズ、プレジャーズ、モッシュ 他）
- ゲゲゲの鬼太郎（市長、勝巳、官房長官、オイン役者、岩魚坊主 他）
- GRANBLUE FANTASY The Animation Season 2（帝国兵A）

2020年
- 痛いのは嫌なので防御力に極振りしたいと思います。（2020年 - 2023年、三人組A、プレイヤー7、店主、猪、動けないプレイヤー 他） - 2シリーズ
- Fate/Grand Order -絶対魔獣戦線バビロニア-（ウルク兵士）
- GO!GO!アトム
- うちタマ?! 〜うちのタマ知りませんか?〜（精肉店主人）
- 歌舞伎町シャーロック（刑事）
- デジモンアドベンチャー:（2020年 - 2021年、男性、駅員、トループモン、ギロモン、ガワッパモン 他）
- ムヒョとロージーの魔法律相談事務所（交渉係、丸霊、店主、四賢人）
- ドラえもん（テレビ朝日版第2期）（2020年 - 2021年、業者②、アナウンサー、マネージャー、店員、助監督）
- 名探偵コナン（男性）
- 戦翼のシグルドリーヴァ（古井戸・壮介）
- 進撃の巨人（2020年 - 2023年、兵士、ピーク父、民衆、区民） - 3シリーズ
- まえせつ!（お客）
- 遊☆戯☆王SEVENS（2020年 - 2022年、田崎ギャリアン 他）
- もっと!まじめにふまじめ かいけつゾロリ（実況アナウンサー）
- バキ（従業員）

2021年
- 2.43 清陰高校男子バレー部（頼道の仲間、応援団、大学生、観客）
- ちびまる子ちゃん（2021年 - 2024年、執事、店員、運転手）
- 僕のヒーローアカデミア（男性）
- MARS RED（三太郎）
- D_CIDE TRAUMEREI THE ANIMATION（教師）
- うらみちお兄さん（熊谷の父）
- テスラノート（男性2、執刀医、男性1、上層部3、エジソン）
- デジモンゴーストゲーム（2021年 - 2023年、数学教師、ファングモン、巨大ザッソーモン、ゴブリモン、ベツモン 他）
- 世界最高の暗殺者、異世界貴族に転生する（執事）
- 真の仲間じゃないと勇者のパーティーを追い出されたので、辺境でスローライフすることにしました（2021年 - 2024年、ガラティン、ソルト・ドラゴン） - 2シリーズ
- ブルーピリオド（八虎の父）

2022年
- 天才王子の赤字国家再生術（ペリント）
- ハコヅメ〜交番女子の逆襲〜（万引きGメン）
- ニンジャラ（御庭番衆、シャドーニンジャ）
- プラチナエンド（観測手）
- スローループ（おじさん）
- CUE!（送迎者の運転手）
- 遊☆戯☆王ゴーラッシュ!!（2022年 - 2025年、田崎さん / 田崎ギャリクソン）
- 盾の勇者の成り上がり（ミディウス国司令官）
- 勇者、辞めます（ゴブリンC、魔族B）
- 史上最強の大魔王、村人Aに転生する（老人、七文君、部下）
- 社畜さんは幼女幽霊に癒されたい。（ガヤ）
- カッコウの許嫁（店員）
- 金装のヴェルメイユ〜崖っぷち魔術師は最強の厄災と魔法世界を突き進む〜（教師）
- ブッチギレ!（町人）
- オーバーロードIV（風の神官長）
- 東京ミュウミュウ にゅ〜♡（2022年 - 2023年、ディレクター、レポーター、剣道部員、黒服、スタッフ） - 2シリーズ
- 黒の召喚士（御者）
- 邪神ちゃんドロップキックX（野内さん）
- プリマドール（観客B）
- 悪役令嬢なのでラスボスを飼ってみました（生徒、係員、参加者）
- 名探偵コナン 犯人の犯沢さん（駅員、シェアハウスの住人、市民、リキオ、バイト 他）
- 勇者パーティーを追放されたビーストテイマー、最強種の猫耳少女と出会う（冒険者C、若者、内番、冒険者B、店主）
- 機動戦士ガンダム 水星の魔女（テングリフ社社員）
- 虫かぶり姫（夜盗）
- チェンソーマン（子分A）

2023年
- 人間不信の冒険者たちが世界を救うようです（魔道具職人、カランの父）
- NieR:Automata Ver1.1a（2023年 - 2024年、マチヤ、村人ロボ、機械生命体） - 2シリーズ
- お兄ちゃんはおしまい!（補導員、アナウンサー）
- 僕とロボコ（警官、ギガント・クロダ）
- 英雄王、武を極めるため転生す 〜そして、世界最強の見習い騎士♀〜（騎士）
- アルスの巨獣（カリオート）
- 逃走中 グレートミッション（2023年 - 2024年、市民、富豪、男性記者、司祭、シモン 他）
- デッドマウント・デスプレイ（組長）
- 無職転生 II 〜異世界行ったら本気だす〜（貴族C）
- 鴨乃橋ロンの禁断推理（刑事）
- カミエラビ
- 婚約破棄された令嬢を拾った俺が、イケナイことを教え込む（野次馬）
- ミギとダリ（写真屋）
- 帰還者の魔法は特別です（ブルームーンメンバー）
- ゴブリンスレイヤーII（デーモン）

2024年
- 俺だけレベルアップな件（通行人）
- 外科医エリーゼ（衛兵）
- 転生したら第七王子だったので、気ままに魔術を極めます（町人）
- Re:Monster（ゴブA、ゴブ、冒険者たち、武装兵、帝国騎士たち 他）
- 魔法科高校の劣等生（人間主義者）
- 転生したらスライムだった件（兵士1、チーム豪雷A）
- ヴァンパイア男子寮（生徒C）
- 時々ボソッとロシア語でデレる隣のアーリャさん（化学教師）
- ダンジョンの中のひと（シールドムング）
- 異世界スーサイド・スクワッド（貴族A、男性客A）
- シンカリオン チェンジ ザ ワールド（学園長）
- 2.5次元の誘惑（男性客B）
- 魔王軍最強の魔術師は人間だった（兵士長）
- キン肉マン 完璧超人始祖編（ポールの父親）
- 夏目友人帳 漆（箱守り）
- 妖怪学校の先生はじめました!（2024年 - 2025年、ねずみ先生）
- ネガポジアングラー（伝説の釣り人）
- トリリオンゲーム（2024年 - 2025年、DBエンジニア）
- ドラゴンボールDAIMA（2024年 - 2025年、憲兵、魔人、ガーゴイル、カダン軍ガーゴイル兵）
- 君は冥土様。（男性）
- 株式会社マジルミエ（客F）

2025年
- アサティール2 未来の昔ばなし（客人）
- Übel Blatt〜ユーベルブラット〜（デコン、民衆、野盗、クレンツ、兵士）
- グリザイア:ファントムトリガー（味方兵士）
- ある魔女が死ぬまで（おじさん）
- LAZARUS ラザロ（信者）
- キミと僕の最後の戦場、あるいは世界が始まる聖戦 Season II（大臣）
- 黒執事 -緑の魔女編-（人狼）
- クレヨンしんちゃん（通行人C）
- 陰陽廻天 Re:バース（怨人、商店主、陰陽師）
- 強くてニューサーガ（帝国大使）

### 劇場アニメ
- 劇場版ポケットモンスター ココ（2020年）
- 夏目友人帳 石起こしと怪しき来訪者（2021年、石起こしを狙う妖怪）
- サンタ・カンパニー 〜真夏のメリークリスマス〜（2021年、ロドス）
- プリンセス・プリンシパル Crown Handler（2021年、執事長） - 2作品[一覧 6]
- 劇場版マクロスΔ 絶対LIVE!!!!!!（2021年）
- 劇場短編マクロスF 〜時の迷宮〜（2021年）
- 鬼太郎誕生 ゲゲゲの謎（2023年）
- 名探偵コナン 100万ドルの五稜星（2024年、警官）

### Webアニメ
- 範馬刃牙（2021年 - 2023年、囚人、作業員）
- スプリガン（2022年、米兵B、乗組員E）

### ゲーム
2019年
- OVERHIT（フェンリル）

2020年
- 痛いのは嫌なので防御力に極振りしたいと思います。〜らいんうぉーず!〜（灼熱の三兄弟長男、ギルド員）
- 戦国大河（吉江宗信、佐竹義重）
- ひめひび Another Princess Days 〜White or Black〜

2021年
- カウンターサイド（チャーリー・ロックウッド）
- スーパーロボット大戦30

2022年
- 不機嫌な小閻魔王様Relive（黒無常）
- コードギアス 反逆のルルーシュ ロストストーリーズ

2023年
- ONE PIECE ODYSSEY
- ドラゴンボールZ カカロット
- OCTOPATH TRAVELER II（銀商人パップ）
- 終遠のヴィルシュ -EpiC:lycoris-（漂流者）

2024年
- ペルソナ3 リロード（小野）
- ORE'N（サムライのシデ / 黒武者シデン / 赤のシデ / 赤備えのシデン、魔獣コマノン、ウチクビ）

### ラジオドラマ
- 青山二丁目劇場 日雇いヒーロー（男）

### 吹き替え

#### 映画
- グッド・オン・ペーパー
- ミナリ（ビリー〈スコット・ヘイズ〉）
- リロ&スティッチ[15]

#### ドラマ
- キャット 〜私のママは首相〜
- ノー・トレース
- フィアー・ザ・ウォーキング・デッド

#### アニメ
- 緑のたまごとハム 〜サムとガイの大冒険〜
- ラビッツ インベージョン 〜ドキドキ火星ミッション〜
- 私ときどきレッサーパンダ

### ナレーション
- G-EGG

### ボイスオーバー
- 世界衝撃映像100連発 カメラが見た劇的瞬間
- 爆報! THE フライデー

### デジタルコミック
- 公女殿下の家庭教師（2021年、グラハム）
- まんが未知
  - Tの丁冒険（2021年、敵）[16]
  - TIME 〜時を止める男優〜（2021年、神様、他の男性）
  - カワサキバランサー（2022年、諸積）[17]
- 愛追うふたり（2022年、男子大学生C、伯父さん、ナレーション）[18]
- となりのワカゾー（2023年、車掌〈男〉、住人男A、老男性A、引っ越し屋A、ナレーション）[19]
- 竜騎士のお気に入り（2023年、メリッサ父 他[20]）
- 転生しても嫌われ王子だったので関係修復頑張ります。（2023年、上司、護衛、獣人3、兵士1、過去の声（初老の男）、貴族2、町人1、フォールド）[21]

### 舞台
- 朗読劇 TOKYO MX開局25周年×青二プロダクション 創立50周年Symphonic Drama 火の鳥 〜黎明編〜 於：2020年、舞浜アンフィシアター（群読）

### シリーズ一覧
1. ↑  第1期（2020年）、第2期『2』（2023年）
2. ↑  The Final Season Part 1（2020年 - 2021年）、The Final Season Part 2（2022年）、The Final Season 完結編（前編）（2023年）
3. ↑  第1期（2021年）、第2期『2nd』（2024年）
4. ↑  第1期（2022年）、第2期（2023年）
5. ↑  第1クール（2023年）、第2クール（2024年）
6. ↑  第1章（2021年）、第2章（2021年）

### 初出話一覧
1. ↑  第147話初出
2. 1 2 3 4 5 6  第2話初出
3. ↑  第28話初出
4. 1 2  第69話初出
5. 1 2 3 4 5 6  第8話初出
6. 1 2  第18話初出
7. ↑  第26話初出
8. ↑  第81話初出
9. 1 2 3 4 5 6  第4話初出
10. 1 2 3 4 5 6 7  第7話初出
11. 1 2 3 4 5 6  第1話初出
12. 1 2 3  第3話初出
13. 1 2  第5話初出
14. 1 2 3 4 5  第6話初出
15. ↑  第3期 第1話初出
16. ↑  第50話初出
17. ↑  第71話初出
18. 1 2  第15話初出
19. 1 2  第14話初出
20. 1 2 3  第9話初出
21. ↑  第1287話初出